# NIST hash function competition

La NIST hash function competition est une compétition organisée par la NIST afin de trouver une nouvelle fonction de hachage (SHA-3) destinée à remplacer les anciennes fonctions SHA-1 et SHA-2.

## Participants

### Gagnant
Le 2 octobre 2012 Keccak a été choisi comme gagnant de la compétition.

### Finalistes
L’annonce des finalistes a été faite le 10 décembre 2010.
- BLAKE[3]
- Grøstl
- JH
- Keccak
- Skein (Schneier et al.)

### Recalés au second tour
- CubeHash (Bernstein)
- ECHO[4]
- Fugue (IBM)
- Hamsi[5]
- Luffa[6]
- Shabal[7]
- SHAvite-3[8]
- SIMD[9]

### Recalés au premier tour
- ARIRANG[10]
- CHI[11]
- CRUNCH[12]
- ESSENCE[13]
- Lane
- Lesamnta[14]
- MD6 (Rivest et al.)
- SANDstorm (Sandia National Laboratories)
- Sarmal[15]
- SWIFFTX[16]
- TIB3[17]
- FSB[18]

### Participants ayant des failles substantielles
- AURORA (Sony et université de Nagoya)
- Blender
- Blue Midnight Wish
- Cheetah
- Dynamic SHA
- Dynamic SHA2
- ECOH
- Edon-R
- EnRUPT
- LUX
- MCSSHA-3
- NaSHA
- Sgàil
- Spectral Hash
- Twister
- Vortex

### Participants ayant retiré leur candidature
- Abacus
- Boole
- DCH
- Khichidi-1
- MeshHash
- SHAMATA
- StreamHash
- Tangle
- WaMM
- Waterfall

### Participants rejetés
- HASH 2X
- Maraca
- NKS 2D
- Ponic
- ZK-Crypt